# Richard Wenman (homme politique néo-écossais)
Pour les articles homonymes, voir Richard Wenman et Wenman.
Richard Wenman (parfois orthographié Winman) (c. 1712-28 septembre 1781) est un homme politique pré-confédération de la colonie de la Nouvelle-Écosse. Il représente le canton d'Halifax à l'Assemblée législative de la Nouvelle-Écosse de 1765 à 1770.
Né en Angleterre, il sert dans la Royal Navy et s'installe à Halifax avec son épouse et son fils en 1749. En 1751, il épouse Ann Pyke, mère de John George Pyke (en). Il est nommé juge de paix en 1762 et, plus tard, capitaine de la milice locale. Wenman fait l'acquisition d'une brasserie et s'implique dans l'immobilier. Il administre aussi un orphelinat à Halifax.
Wenman meurt à Halifax en septembre 1781 à l'âge de 69 ans.